# Правительство Свободного Вьетнама
Прави́тельство Свобо́дного Вьетна́ма (вьет. Chinh Phu Lâm Thoi Việt Nam Tu Do) — правительство в изгнании, сформированное представителями антикоммунистических групп вьетнамской эмиграции. Образовано 30 апреля 1995 года в США. Выступает за свержение коммунистического режима во Вьетнаме (Социалистическая Республика Вьетнам) и проведение демократических преобразований. Имело представительства в городах Гарден-Гров (Калифорния) и Миссури-Сити (Техас). Поддерживало неформальные отношения с США и странами Евросоюза. Упразднено в 2013 году.

## Цели
Бюджет правительства составляет около 1 млрд. долларов США в виде пожертвований от представителей антикоммунистических групп вьетнамской эмиграции.
Правительство Свободного Вьетнама преследовало следующие цели:
1. Свержение (ненасильственными методами) коммунистического режима во Вьетнаме;
2. Проведение честных и демократических выборов на многопартийной основе;
3. Восстановление института свободного рынка, предпринимательства и частной собственности;
4. Образование к 2018 году Федеративной Республики Вьетнам.